# Réthy László
Réthy László, születési nevén Réthy Vilmos László (Szarvas, 1851. november 21. – Arad, 1914. november 20.) etnográfus, numizmatikus, a Magyar Tudományos Akadémia tagja. Költőként Lőwy Árpád néven ismert.

## Életútja
Elzászi eredetű, evangélikus családból származott. Apja Réthy Lipót nyomdász az első Békés vármegyei könyvnyomdát alapította 1846-ban; ezzel később Békésgyulára, majd 1858-ban Aradra költözött. Édesanyja Hoske Jozefina, keresztszülei Réthy Vilmos kereskedő és Réthy Erzsébet voltak.
Réthy László elemi tanulmányait Aradon Nikodém János evangélikus lelkész iskolájában végezte, majd a szarvasi evangélikus, később a pesti református gimnáziumban tanult. Felsőbb tanulmányait a budapesti és bécsi egyetemeken végezte, mint Rómer, Salamon, Budenz, Miklosich, Karabaček, Müller Frigyes tanítványa. Bölcsészeti tanulmányokat végzett Budapesten, jogot és bölcsészetet tanult, majd Bécsben szanszkrit, örmény és szláv nyelvészetet, 1870 és 1872 között pedig a krakkói egyetemen szlavisztikát és muszlim numizmatikát tanult.
1877–79-ben a békéscsabai polgári leányiskolában tanított; onnét Aradra ment és történelmi tanulmányokkal foglalkozott. Doktorátust szerzett 1880-ban a magyar numizmatikából, heraldikából és ősrégészetből. 1882. május 31-én a Magyar Nemzeti Múzeum érem- és régiségosztályához nevezték ki írnoknak. 1885. december 18-án segédőr, 1893. június 17-én őr és 1901-ben igazgatóőr lett. A Magyar Tudományos Akadémia archaeológiai bizottsága 1883-ban a Corpus Nummorum Hungariae Árpádkori anyagának összegyűjtésével bízta meg, e célból Nyugat-Európa nevezetesebb gyűjteményeit tanulmányozta. Etnográfusként 1885-ben a György Endre által vezetett balkáni tudományos expediciónak tagja volt. Ennek nyomán írta meg Az oláh nyelv és nemzet megalakulása c. munkáját. Tévesen értelmezett nyelvészeti, régészeti és történelmi adatok alapján a románság őshazáját az Appennini-félszigeten kereste. 1890-től az Ethnographia szerkesztője volt.
A Magyar Tudományos Akadémia 1892. május 5-én levelező tagjává választotta. A magyar történelmi, az országos embertani és régészeti, valamint a Magyar Néprajzi Társaság igazgató-választmányi tagja volt. 1900. január 5-én a budapesti egyetem bölcsészeti kara magántanárrá képesítette. Az 1901-ben megalakult Magyar Numizmatikai Társaság elnökének választotta. Tagja volt a Révai nagy lexikona szerkesztő bizottságának.
Idősebb korában depresszióba esett szakmai mellőzése miatt, még az öngyilkosság gondolata is megfordult a fejében. Egy nappal 63. születésnapja előtt halt meg légcsőrákban. Az aradi evangélikus temetőben nyugszik.

## Fontosabb művei
- Hol van az urali nyelvek szanszkrítja? Bécs. 1871
- Anonymus az erdélyi oláhokról. Budapest. 1880 (hasonmásban: 2019)
- Magyar pénzverő izmaeliták és Bessarábia. Arad. 1880
- Magyar styl; Akadémiai könyvkereskedés, Bp., 1885
- Die ungarischen Münzen des Fürstl. Montenuovo'schen Münzcabinets. Frankfurt, 1886.
- Az oláh nyelv és nyelvezet megalakulása; Pallas Ny., Bp., 1887 (második kiadás: Nagybecskerek, 1890)
- A romanismus Illyricumban; Akadémia, Bp., 1896 (Értekezések a történeti tudományok köréből)
- Daco-Roumains ou Italo-Roumains? Études historiques et philologiques. Budapest, 1897.
- Corpus nummorum Hungariae / Magyar Egyetemes Éremtár; közrem. Zimmermann Lajos; MTA–Hornyánszky Ny., Bp., 1899–1907 (németül: Gratz, 1958; reprint kiadások: Budapest, 1982, Onga, 2016)
  - 1. Árpádházi királyok kora; MTA, Bp., 1899
  - 1a Zimmermann Lajos: Árpádházi királyok pénzei, Pótlék a Corpus nummorum Hungariae Magyar egyetemes éremtár I. füzetéhez; MTA, Bp., 1907
  - 2. Vegyesházi királyok kora; Hornyánszky Ny., Bp., 1907
  - 3. Huszár Lajos: Habsburg-házi királyok pénzei. 1526–1657; Akadémiai, Bp., 1975
- A békés- és aradmegyei Réthy-család történetére vonatkozó adatok; összegyűjt. Réthy László; s.n., Bp., 1908
- Magyar ethnographia, 1-2.; szerk. Löwy Árpád; Kner, Gyoma, 1910

## Költői tevékenysége
LŐWY ÁRPÁD ÉS A MAGYAR NEMZET
(1909. november 12.)
Irodalmunkban, – büszkén mondom –

Nincs több olyan tipikus költő,

Mint Lőwy Árpád, akit ismer,

Immár egy egész emberöltő.
Nincs, ki a magyar géniusznak

Hívebb tolmácsa volna, mint ő,

– Bár meglehet, hogy van nálánál

Nem egy kiválóbb magyar költő.
De ő nevében egyesíti

A fajt, amelyre néz a Kárpát,

Hiszen fajunknak fele Lőwy,

A másik fele pedig Árpád.
Ő volt Lőwy Árpád, a trágár költő. Polgárpukkasztó verseivel nagy népszerűséget szerzett. Szabadszájú verseit a legkényesebb ízlésű irodalomkedvelők is olvassák.
„Óh Lőwy mester, bülbülszavu igricz,

Hadd illessem babérral lantodat.

Itt a Kagálban, hol tombol a vig vicc,

Ügybuzgó ódám fennkölten fogad.

Óh engedd meg, hogy előtted felálljak,

Miként p...a előtt feláll a f...sz...

S hogy néked meghatottan gratuláljak,

Érdemdus ősznek, a zsenge tavasz.

Oly elfogódva, bámulón, rajongva

Néz föl költészetedre a magyar:

Mint impozáns, hatalmas trágyadombra,

Kis térfogatu szerény kutyasz...r.”

– Szép Ernő: Óda Lőwy Árpádhoz (részlet); 1905.

### Lőwy Árpád néven
- Lőwy Árpád válogatott versei; s.n., Arad, 1919
- Lőwy Árpád tréfás versei; Réthy Ny., Arad, 1929
- Lőwy Árpád, Réthy László válogatott versei; kiad. Lőwy Árpád emlékének tisztelői; s.n., s.I., 195?
- Lőwy Árpád versei; North America Press, s.l., 1960
- Lőwy Árpád versei; Forum, Toronto, 1966 (Forum books)
- Lőwy Árpád (dr. Réthy László) tréfás versei; s.n., Novi Sad, 1976
- Lőwy Árpád versei; s.n., London, 1983
- Lőwy Árpád dalai; s.n., s.l., 1987
- Disznólkodni szabad; vál., átdolg., előszó, ill. Horváth Gita; Orient, Bp., 1989 (Orient könyvek)
- Lőwy Árpád (Dr. Réthy László) válogatott versei; Szinovszki, Bp., 1999
- Pajzán múzsa. Lőwy Árpád verses könyve; összeáll., szerk. Károssy Csaba, versek eredeti kéziratát összegyűjt. Petrik Elemér, ill. Homicsko Athanáz, Túry Gyula; OSKAR, Szombathely, 2001
- Lőwy Árpád válogatott művei; vál., szerk., előszó Urbán László; Anno, Bp., 2004
- Pajzán múzsa. Lőwy Árpád verses könyve; összeáll., szerk. Károssy Csaba, versek eredeti kéziratát összegyűjt. Petrik Elemér, ill. Homicskó Athanáz, Túry Gyula; 3. átdolg., bőv. kiad.; Oscar, Szombathely, 2008
- Lőwy Árpád (Dr. Réthy László) összes költeményei. Petrik Elemér gyűjtésében; tan. Molitorisz Pál; Digitális Kalamáris, Szarvas, 2009
- Versek; Magyar Szépmíves Céh, Pécs, 2011

## Álneve és jegyei
Aradi R. László, R. L., r. l. és r-y (az Ethnographiában), R-y (a Vasárnapi Ujságban.)